# Conus pergrandis
Conus pergrandis é uma espécie de gastrópode do gênero Conus, pertencente à família Conidae.